# Natufische jagers-verzamelaars
De Natufische jagers-verzamelaars waren een populatiegenetische lijn die de bevolking van het epipaleolithicum van de Levant, en meer specifiek de vertegenwoordigers van de Natufische cultuur omvat.
Uit analyses van oud-DNA van skeletresten uit het Natufian bleek dat de hun voorouders gemodelleerd konden worden als een mix van ongeveer 50% basaal Euraziatische voorouders en 50% afkomstig van een onbekende West-Euraziatische jagers-verzamelaarspopulatie (UHG), die verwant was aan de westelijke jagers-verzamelaars van mesolithisch Europa. Vallini et al. (2024) modellerden de hoeveelheid basaal Euraziatische voorouders bij de Natufiërs op ongeveer 15%, waarbij de rest werd geassocieerd met andere West-Euraziatische bronnen. 
De Natufische bevolking vertoonde ook voorouderlijke banden met laatpaleolithische mensen uit de grot van Taforalt in Marokko, de dragers van het epipaleolithische Ibéromaurusien van de Maghreb, het pre-keramisch neolithicum van de Levant, de vroeg-neolithische Ifri N'Amr Ou Moussa en laat-neolithische Kehf el Baroud-bevolkingen in Noord-Afrika. Monsters die met deze vroege culturen worden geassocieerd delen allemaal een gemeenschappelijke genomische component die "Natufisch" wordt genoemd. Deze component splitste zich ongeveer 26.000 jaar geleden af van andere West-Euraziatische afstammingslijnen. Er is ook gesuggereerd dat er sprake was van mogelijke bidirectionele genenstroom tussen deze groepen, met specifiek bewijs voor affiniteit tussen de Natufiërs en de Iberomaurusiërs. Individuen uit Taforalt behoorden tot de Y-DNA-haplogroep E1b1b1a1 (M78), die nauw verwant is aan de sublijn E1b1b1b (M123) die is waargenomen in skeletresten afkomstig uit de epipaleolithische Natufische en pre-keramisch neolithische culturen van de Levant, wat mogelijk duidt op genenstroom. 
Er wordt gedacht dat er contacten waren tussen de Natufiërs en andere neolithische Levantijnen, Kaukasische jagers-verzamelaars (CHG), vroege Anatolische landbouwers en vroege Iraanse landbouwers.  
Ook migraties vanuit West-Azië richting Afrika vonden plaats, en de West-Euraziatische voorouders onder de bevolking van de Hoorn van Afrika werden het best vertegenwoordigd door de neolithische bewoners van de Levant. Lazaridis et al. (2016) vonden geen grotere genetische verwantschap tussen Natufiërs en mensen uit Sub-Sahara Afrika dan die tussen mensen uit Sub-Sahara Afrika en andere oude bevolkingsgroepen in West-Eurazië. Ze stelden ook dat de voorouders van een oorspronkelijke bevolking uit Noord-Afrika niet getest konden worden, omdat moderne Noord-Afrikanen grotendeels afstammen van later gemigreerde bevolkingsgroepen uit Eurazië. Daniel Shriner (2018) vond echter, met behulp van moderne populaties als referentie, 28% autosomaal Afrikaanse voorouders in Natufische steekproeven, waarvan 21,2% gerelateerd was aan Noord-Afrika en 6,8% gerelateerd was aan Omotisch-sprekende populaties in zuidelijk Ethiopië, wat een plausibele bron voor haplogroep E bij Natufiërs zou vormen.  
Zoals samengevat door Rosa Fregel werd de conclusie van Loosdrecht in een latere preprint van Lazaridis et al. (2018) betwist, en gepleit voor een kleine sub-Sahara Afrikaanse component in de Natufiërs. Zij stellen dat "[de Iberomaurusiërs van] Taforalt beter gemodelleerd kunnen worden als een mengsel van een Dzoedzoeana-component en een Sub-Sahara Afrikaanse component", of een oude nu uitgestorven Noord-Afrikaanse component die zich al vóór de migratie uit Afrika had afgesplitst. Zij stellen ook dat "de Taforalt-mensen bijdroegen aan de genetische samenstelling van de Natufiërs en niet andersom". Dit zou volgens Lazaridis et al. consistent zijn met morfologische en archeologische studies die wijzen op een verspreiding van morfologische kenmerken en artefacten van Noord-Afrika naar West-Azië. Tevens verklaarden zij de aanwezigheid van Y-chromosoom haplogroep E bij Natufiërs en Levantijnse landbouwers. Fregel vatte samen dat "er meer bewijs nodig zal zijn om de specifieke oorsprong van de Noord-Afrikaanse populaties uit het laatpaleolithicum te bepalen".  
In een artikel uit 2017 analyseerden Ranajit Das, Paul Wexler, Mehdi Pirooznia en Eran Elhaik de studie van Lazaridis et al. (2016) en concludeerden dat de Natufiërs, samen met één neolithisch Levantijns monster, zich groepeerden in de nabijheid van moderne Palestijnen en Bedoeïenen, en ook "marginaal overlapten" met Jemenitische Joden. Ferreira et al. (2021) en Almarri et al. (2021) toonden dat de Natufiërs zich groepeerden met moderne Arabische groepen, zoals Saoedi-Arabiërs en Jemenieten, die het grootste deel van hun voorouders ontleenden aan lokale Natufische jagers-verzamelaarsvolkeren en minder neolithische Anatolische voorouders hadden dan Levantijnen. Sirak et al. (2024) ontdekten dat de middeleeuwse Soqotri, net als de moderne Saoedi's, Jemenieten en Bedoeïenen, een meerderheidscomponent hadden die "gemaximaliseerd was bij de Natufische jagers-verzamelaars uit het Laat-Pleistoceen (epipaleolithicum) in de Levant".